# Rue Damrémont (Nantes)
Pour l’article homonyme, voir Rue Damrémont.
La rue Damrémont est une voie de Nantes, en France.

## Situation et accès
Située dans le centre-ville de Nantes, la rue Damrémont, qui relie la place du Sanitat (à l'angle avec la rue de Constantine) à la rue Dobrée, en longeant le côté ouest de l'église Notre-Dame-de-Bon-Port, est bitumée et ouverte à la circulation automobile en sens unique.

## Origine du nom
La voie prend cette dénomination pour célébrer la mémoire de Charles Marie Denys de Damrémont, général français mort lors du siège de Constantine, au cours de la campagne de conquête de l'Algérie par la France, en 1837.

## Historique
Un nouveau quartier est construit, à partir de 1835, sur les emplacements occupés par le Sanitat et une verrerie.

## Bâtiments remarquables et lieux de mémoire

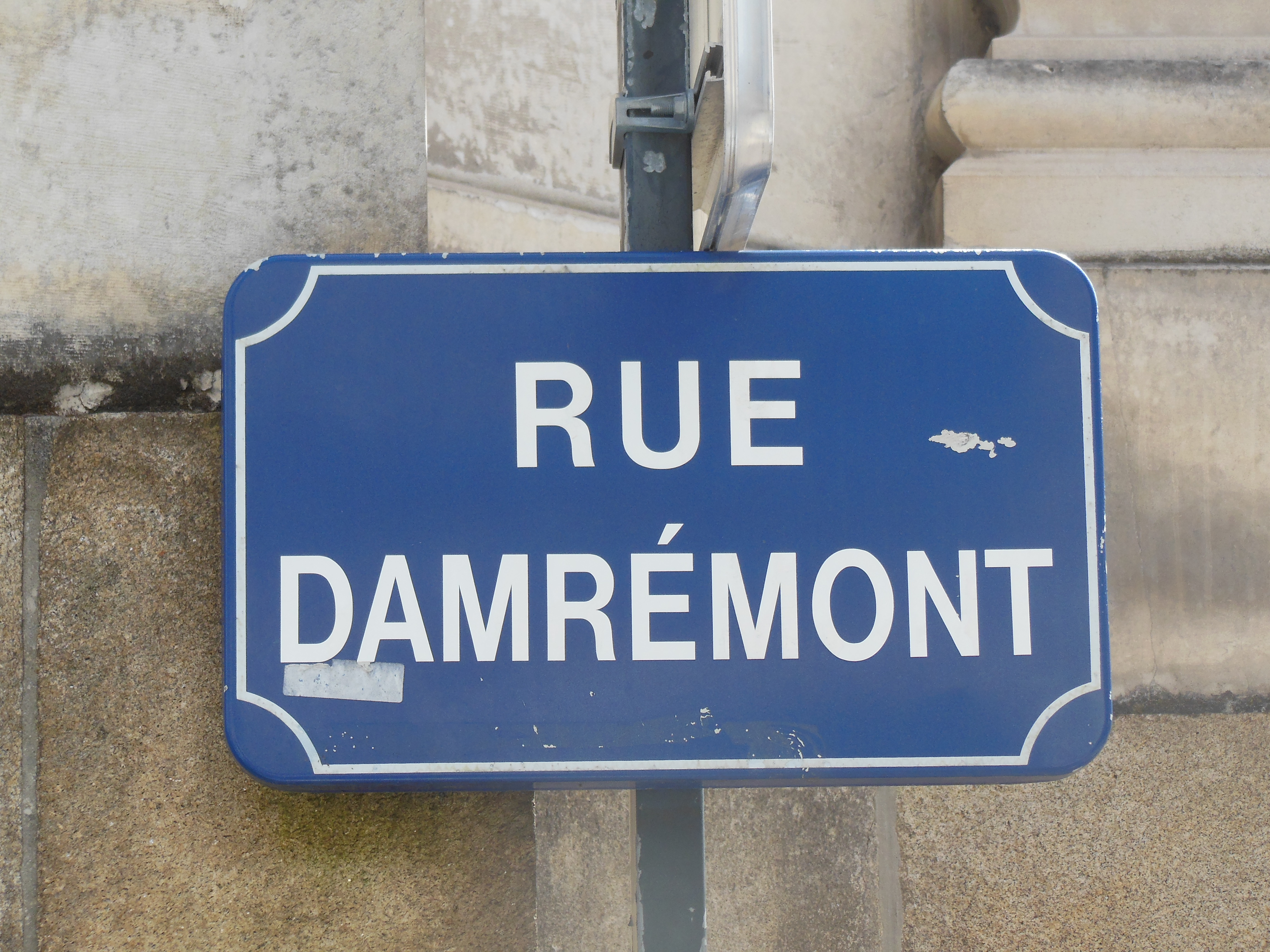
Panneau de la rue Damrémont
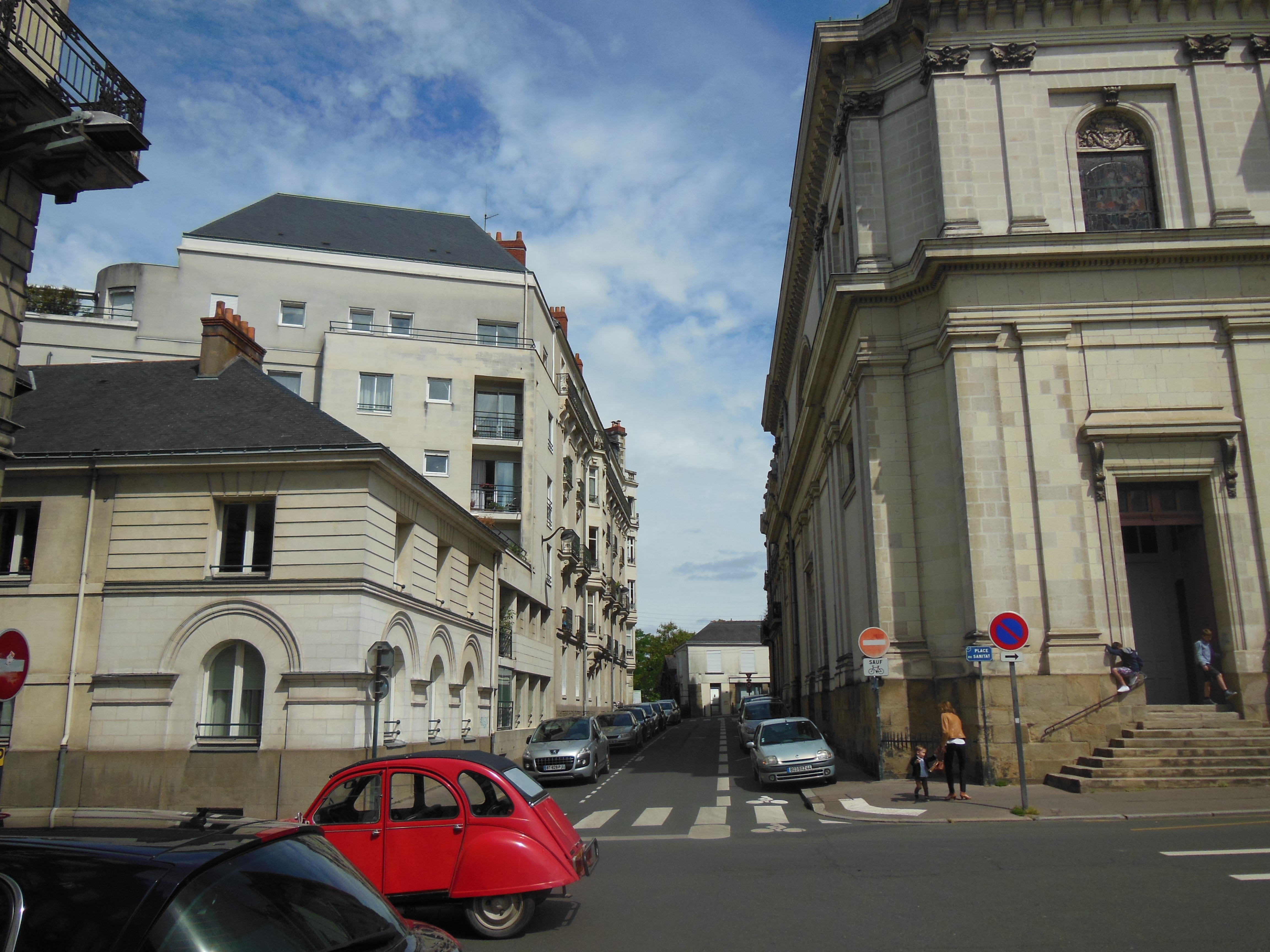
Rue Damrémont vue de la place du Sanitat, en direction de la rue Dobrée